# Louverné

Louverné este o comună în departamentul Mayenne, Franța. În 2009 avea o populație de 3,908 de locuitori.